# Condado de Walton (Geórgia)
O Condado de Walton é um dos 159 condados do Estado americano de Geórgia. A sede do condado é Monroe, e sua maior cidade é Monroe. O condado possui uma área de 855 km², uma população de 60687 habitantes, e uma densidade populacional de 71 hab/km² (segundo o censo nacional de 2000). O condado foi fundado em 1818. Faz parte da região metropolitana de Atlanta. O grande crescimento populacional do condado é evidente segundo uma estimativa realizada em 2004, que estima a população do condado em 71 941 habitantes.